# おどおどオードリー
『おどおどオードリー』（おどおどおーどりー）は、フジテレビワンツーネクストで2011年12月23日から2013年3月22日まで放送されていたバラエティ番組。オードリーの冠番組。

## 概要
フジテレビ系で放送される○○オードリーシリーズ第一弾。
「地上波では見ることのできない企画をやりたい放題やってしまう60分」をテーマとしている。
タイトルの「おどおど」には「驚くオードリー」「踊るオードリー」「おどけるオードリー」「オドオドするオードリー」「脅すオードリー」「おどろおどろしいオードリー」などの幅ひろい意味がある。

## 出演者
- オードリー（春日俊彰・若林正恭）

## 放送リスト

### 1stシーズン
| 回数   | 放送日         | 放送内容 |
| ------ | -------------- | --- |
| 第01回 | 2011年12月23日 | スカートめくり文字読みトーナメント大会                                                                                             |
| 第02回 | 2012年1月13日  | 最強の男決定戦！ |
| 第03回 | 2012年2月24日  | 春日泥酔検証 スナック ピンクベスト                                                                                                 |
| 第04回 | 2012年3月16日  | ファミリー対抗！春のブリーフ運動会 スナック ピンクベスト                                                                           |
| 第05回 | 2012年4月6日   | 内弁慶若林のクイズこれが本当の俺だ！                                                                                               |
| 第06回 | 2012年5月11日  | 春日のマイカーオーディション |
| 第07回 | 2012年6月22日  | おどおどファミリー 徹底討論！ガチンコお悩み相談SP                                                                                  |
| 第08回 | 2012年7月27日  | 相方感謝祭ホームパーティー |
| SP     | 2012年7月28日  | 『夏でごんす アパロックフェスティバル3時間SP』 悩める東京地下芸人 夏の本音サミット 夏のブリーフ男コンテスト スナックピンクベストSP |

### 2ndシーズン
| 回数   | 放送日         | 放送内容                                                                |
| ------ | -------------- | ----------------------------------------------------------------------- |
| 第09回 | 2012年8月23日  | オードリートークライブ                                                  |
| 第10回 | 2012年9月23日  | オードリーのどっちがお好き？負けたら自腹ショッピング                    |
| 第11回 | 2012年10月19日 | オードリートークライブ第2弾 男とはこうあるべき！男の常識クイズ          |
| 第12回 | 2012年11月16日 | 心の奥をさらけ出せ！私の頭の中のNo.1 オードリートークライブ第2弾 完結編 |
| 第13回 | 2012年12月21日 | むつみ荘横断ウルトラ春日クイズ                                          |
| 第14回 | 2013年1月25日  | オードリートークライブ第3弾                                             |
| 第15回 | 2013年2月22日  | オードリーの上京ネタ物語                                                |
| 第16回 | 2013年3月22日  | オードリートークライブファイナル                                        |

## スタッフ
- ナレーション：池谷広大
- 構成：北野克哉、佐藤満春
- カメラ：砂押秀寿
- AUD：町田和康
- 編集：坂田宗一郎
- MA：久米川広成
- 音効：若林雄二
- CG・デザイン：charas
- 協力：ポニーキャニオン
- 編成：竹村大介
- フジテレビONETWONEXT：橋口愛
- DVD：五十嵐剛、高柳俊介
- AD：横山琢磨、川端洋輔、大友浩嗣
- AP：中村晃子
- ディレクター：佐伯直哉、神野正義、熊谷芳子、水口健司
- プロデューサー：石原由季子（ZION）、佐藤大介（ケイダッシュステージ）
- 演出：諏訪一三（ZION）
- 技術協力：ビデオウィング、NiTRo
- 制作協力：ZION、ケイダッシュステージ
- 制作著作：フジテレビ